# Lygos raetam
Lygos raetam là một loài thực vật có hoa trong họ Đậu. Loài này được (Forssk.) Heyw. mô tả khoa học đầu tiên năm 1968.